# Djulino
Djulino (bulgariska: Дюлино) är ett distrikt i Bulgarien.   Det ligger i kommunen Obsjtina Bjala och regionen Oblast Varna, i den östra delen av landet, 400 km öster om huvudstaden Sofia.
I omgivningarna runt Djulino växer i huvudsak lövfällande lövskog. Runt Djulino är det ganska glesbefolkat, med 25 invånare per kvadratkilometer.